# Huixian
Huixian is een stad in de provincie Henan van China. Huixian is gelegen in de prefectuur Xinxiang en telt meer dan 100.000 inwoners. Huixian is ook een arrondissement. 